# Bring Me Some Water
Bring Me Some Water is een nummer van de Amerikaanse zangeres Melissa Etheridge uit 1988. Het is de eerste single van haar titelloze debuutalbum.
Het nummer gaat over de pijn en jaloezie die de ik-figuur voelt terwijl haar geliefde een relatie met een ander aangaat. Het werd een hit in Australië, Nieuw-Zeeland en Canada. Hoewel het nummer flopte in Nederland en Vlaanderen, werd het er wel een radiohit.